# Tristemma littorale
Espèce
Synonymes
- Tristemma littorale subsp. littorale[1]

Tristemma littorale est une espèce de plantes à fleurs de la famille des Melastomataceae et du genre Tristemma. C'est un arbrisseau présent en Afrique tropicale.

## Description
C'est un arbrisseau pouvant atteindre 1 m de hauteur.

## Distribution
Assez rare, l'espèce a été observée sur une aire fragmentée : au sud-ouest du Cameroun, au Gabon, au sud-est du Nigeria, en Guinée équatoriale sur l'île de Bioko.

## Habitat
Elle se développe dans les forêts littorales et biafréennes de basse altitude.

## Liste des sous-espèces
Selon Catalogue of Life (15 juin 2020) :
- sous-espèce Tristemma littorale subsp. biafranum
- sous-espèce Tristemma littorale subsp. littorale
- variété Tristemma littorale var. insulare

Selon The Plant List (15 juin 2020) :
- sous-espèce Tristemma littorale subsp. biafranum Jacq.-Fél.

Selon Tropicos (15 juin 2020) (Attention liste brute contenant possiblement des synonymes) :
- sous-espèce Tristemma littorale subsp. biafranum Jacq.-Fél.
- sous-espèce Tristemma littorale subsp. littorale